# Chambéry Savoie Foot
Lo Chambéry Savoie Foot, noto semplicemente come Chambéry, è una società calcistica francese con sede nella città di Chambéry , militante in Championnat National 3 (la quinta divisione francese) dal 2019.

## Storia
Fondato nel 1925, lo Chambéry militò fino alla seconda guerra mondiale nelle divisioni regionali. Nel 1942 si fuse con lo Chamberien Associate Sportif, dando vita allo Stade Olympique de Chambéry. Nel 2011 raggiunse i quarti di finale di Coppa di Francia, dove fu eliminato dal Cogoledo. Nel 2015, in seguito a una rifondazione del club, la squadra assunse la denominazione di Chambéry Savoie Foot.

## Denominazioni
- 1925-1942: Chambéry Football Club
- 1942-2015: Stade Olympique de Chambéry
- 2015-presente: Chambéry Savoie Foot

## Palmarès
- Championnat de France amateur 2: 1

2010-2011 (gruppo D)

## Organico

### Rosa 2010-2011
| N. |                        | Ruolo | Calciatore            |
| -- | ---------------------- | ----- | --------------------- |
|    | Italia (bandiera)      | P     | Alberto Casale Brunet |
|    | Benin (bandiera)       | P     | Guillaume Bemenou     |
|    | Francia (bandiera)     | P     | Daniël Santos         |
|    | Italia (bandiera)      | D     | Giacomo André Platì   |
|    | Italia (bandiera)      | D     | Maurice Glarey        |
|    | Francia (bandiera)     | D     | Xavier Vuillermoz     |
|    | La Riunione (bandiera) | D     | Thomas Piccot         |
|    | Francia (bandiera)     | D     | Stéphane Hernandez    |
|    | Francia (bandiera)     | D     | Kerwan Leonard Kola   |
|    | Francia (bandiera)     | D     | Jonathan Biabiany     |
|    | Francia (bandiera)     | D     | Morgan Piantoni       |
|    | Francia (bandiera)     | D     | Stéphane Roux         |
|    | Francia (bandiera)     | D     | Joël Bosonin          |
|    | Francia (bandiera)     | D     | Julien Clappey        |
|    | Italia (bandiera)      | D     | Filippo Rosset        |

| N. |                    | Ruolo | Calciatore           |
| -- | ------------------ | ----- | -------------------- |
|    | Tunisia (bandiera) | C     | Selim Bengriba       |
|    | Francia (bandiera) | C     | Davy Billoudet       |
|    | Francia (bandiera) | C     | Mathieu Guillaud     |
|    | Francia (bandiera) | C     | Romain Nantas        |
|    | Francia (bandiera) | C     | Jonathan Perez       |
|    | Francia (bandiera) | C     | Sébastien Pomel      |
|    | Francia (bandiera) | C     | Geoffrey Kondogbia   |
|    | Francia (bandiera) | A     | Stéphane Chmielinski |
|    | Italia (bandiera)  | A     | Henoc Balotelli      |
|    | Francia (bandiera) | A     | Romain Miguet        |
|    | Italia (bandiera)  | A     | Remo Celesia         |
|    | Francia (bandiera) | A     | Aïssa Yahia Bey      |
|    | Senegal (bandiera) | A     | Maodomalick Faye     |